# Paradasyhelea reyei
Paradasyhelea reyei är en tvåvingeart som beskrevs av Elson-harris och Kettle 1985. Paradasyhelea reyei ingår i släktet Paradasyhelea och familjen svidknott. Inga underarter finns listade i Catalogue of Life.